# 三浦竹泉
三浦 竹泉（みうら ちくせん）は、京焼（清水焼）の窯元・名跡。

## 系譜
- 初代　竹泉（1853年（嘉永6年） - 1915年（大正4年）3月19日）
本名「渡邉政吉（駒次郎）」。号「有声居」後「篩月庵」。13歳の時に3代高橋道八に弟子入り。1883年（明治16年）に独立し、五条坂に窯を構える。ヨーロッパの色彩を磁器に応用するなど進取の意に富んだ人物で、京焼の改良に貢献。器用な人物で、得意分野も染付、祥瑞、吹墨、色絵、金襴手など多彩。文人との交流も盛んに行い、書画を趣味とする。また『和漢対象陶説』漢訳版を出版。
- 二代　竹泉（1882年（明治15年） - 1920年（大正9年））
父の死後襲名。そのわずか5年後に早世。
- 三代　竹泉（1900年（明治33年） - 1990年（平成2年））
初代竹泉末子。兄二代竹泉早世と兄の子息幼少のため、1921年（大正10年）襲名。1931年（昭和6年）に四代に家督を譲るが以後も「竹軒」と号し製作を続ける。
- 四代　竹泉（1911年（明治44年） - 1976年（昭和51年））
二代長男。1931年（昭和6年）に四代襲名。主に煎抹茶器を製作。
- 五代　竹泉（1934年（昭和9年）8月31日[1] - 2021年（令和3年）5月）　※当代
四代長男。幼名「徹」。1957年（昭和32年）同志社大学文学部卒。日本文化史及び美学・芸術学を専攻。父の元で修行の後、1972年（昭和47年）襲名。京焼の歴史研究でも第一人者の一人である。